# Tenneville
Tenneville (valonă Tiniveye) este o comună francofonă din regiunea Valonia din Belgia. Comuna este formată din localitățile Tenneville, Cens, Champlon, Erneuville, Laneuville-au-bois, Mochamps și Ramont. Suprafața totală a comunei este de 91,81 km². La 1 ianuarie 2008 comuna avea o populație totală de 2.610 locuitori. 